# Vindelfjällen
Vindelfjällen este o arie protejată (arie specială de conservare — SAC, sit de importanță comunitară — SCI, arie de protecție specială avifaunistică — SPA) din Suedia întinsă pe o suprafață de 554.732 ha, integral pe uscat.

## Localizare
Centrul sitului Vindelfjällen este situat la coordonatele 65°54′48″N 15°52′16″E / 65.913284°N 15.871227°E.

## Înființare
Situl Vindelfjällen a fost declarat sit de importanță comunitară în decembrie 1995 pentru a proteja 8 specii de plante și 34 de specii de animale. Alte tipuri de protecție:
- arie de protecție specială avifaunistică (în decembrie 1996)[2]
- arie specială de conservare (în decembrie 2009)[1][3][4]

## Biodiversitate
Situată în ecoregiunile alpină și boreală, aria protejată conține 26 de habitate naturale: Păduri fino-scandinave bogate în ierburi cu Picea abies, Pajiști aluvionare boreale nordice, Ghețari permanenți, Peșteri inaccesibile publicului, Mlaștini turboase de tranziție și turbării mișcătoare, Păduri nordice subalpine/subarctice cu Betula pubescens ssp. czerepanovii, Pajiști alpine și subalpine calcaroase, Grohotișuri silicioase de la nivelul montan până la nivelul zăpezii (Androsacetalia alpinae și Galeopsietalia ladani), Grohotișuri calcaroase și de șisturi calcaroase de la nivelul montan până la nivelul alpin (Thlaspietea rotundifolii), Lacuri și iazuri distrofice naturale, Tufărișuri subarctice cu Salix spp., Turbării Aapa, Pante stâncoase calcaroase cu vegetație casmofită, Fânețe montane, Mlaștini alcaline, Pajiști alpine și boreale, Pante stâncoase silicioase cu vegetație casmofită, Liziere de ierburi înalte hidrofile de câmpie și de nivel montan până la alpin, Pajiști cu Molinia pe soluri calcaroase, turboase sau argilos-nămoloase (Molinion caeruleae), Cursuri de apă de la nivel de câmpie la nivel montan, cu vegetație Ranunculion fluitantis și Callitricho-Batrachion, Râuri de munte și vegetația erbacee de pe malurile acestora, Pajiști boreale și alpine pe substrat silicios, Taiga vestică, Izvoare fino-scandinave și mlaștini produse de izvoare bogate în minerale, Mlaștini împădurite, Formațiuni pioniere alpine de Caricion bicoloris-atrofuscae.
La baza desemnării sitului se află mai multe specii protejate:
- plante (8): Braya linearis, Calamagrostis chalybaea, papucul doamnei (Cypripedium calceolus), Draba cacuminum, Gymnigritella runei, Meesia longiseta, Orthothecium lapponicum, Primula scandinavica
- păsări (26): minunița (Aegolius funereus), ciuf de câmp (Asio flammeus), cocoșul de mesteacăn (Bonasa bonasia), Charadrius morinellus, erete vânăt (Circus cyaneus), lebădă de iarnă (Cygnus cygnus), ciocănitoare neagră (Dryocopus martius), șoim de iarnă (Falco columbarius), Gallinago media, cufundar polar (Gavia arctica), cufundar mic (Gavia stellata), ciuvică (Glaucidium passerinum), cocor (Grus grus), sitar de mal nordic (Limosa lapponica), gușă albastră (Luscinia svecica), bufniță polară (Nyctea scandiaca), notatița cu ciocul subțire (Phalaropus lobatus), bătăuș (Philomachus pugnax), ciocănitoare de munte (Picoides tridactylus), ploier auriu (Pluvialis apricaria), Sterna paradisaea, Strix nebulosa, Surnia ulula, cocoșul de mesteacăn (Tetrao tetrix tetrix),  cocoș de munte (Tetrao urogallus), fluierar de mlaștină (Tringa glareola)
- mamifere (4): vulpe polară (Alopex lagopus), gluton (Gulo gulo), vidră de râu (Lutra lutra), râs eurasiatic (Lynx lynx)
- nevertebrate (4): Agriades glandon aquilo, Aradus angularis, Margaritifera margaritifera, Vertigo genesii